# Villiers-le-Sec (Nièvre)
Villiers-le-Sec – miejscowość i gmina we Francji, w regionie Burgundia-Franche-Comté, w departamencie Nièvre.
Według danych na rok 1990 gminę zamieszkiwało 40 osób, a gęstość zaludnienia wynosiła 29 osób/km² (wśród 2044 gmin Burgundii Villiers-le-Sec plasuje się na 870. miejscu pod względem liczby ludności, natomiast pod względem powierzchni na miejscu 1363.).